# 킬리 곤살레스
크리스티안 알베르토 곤살레스 페레트(Cristian Alberto González Peret, 1974년 8월 4일 로사리오 ~ )는 흔히 킬리 곤살레스(Kily González)라는 이름으로 알려져 있는 아르헨티나의 전 축구 선수로, 포지션은 윙어였다. 현재는 로사리오 센트랄의 감독으로 있다.

## 선수 경력
1993년 로사리오 센트랄에 입단하면서 데뷔하였으며 보카 주니어스, 발렌시아, 인테르나치오날레, CA 산로렌소 등 유럽과 아르헨티나의 여러 팀을 거쳤다.
1999년 마르셀로 비엘사 감독이 아르헨티나 대표팀 감독에 부임한 이래 대표팀의 주전 선수로 활약하기 시작하였다. 2002년 FIFA 월드컵에서 아르헨티나 대표로 출전하였으나 아르헨티나는 조별 예선에서 탈락하였다. 2004년 하계 올림픽에서 아르헨티나의 올림픽 축구 금메달 획득에 기여하였으며 같은 해 코파 아메리카에서 아르헨티나의 준우승에 기여하였다.

## 수상

#### 발렌시아
- 라리가 : 2001–02
- 수페르코파 데 에스파냐 : 1999

#### 인테르나치오날레
- 세리에 A : 2005-06
- 코파 이탈리아 : 2004–05, 2005–06
- 수페르코파 이탈리아나 : 2006

#### 아르헨티나
- 하계 올림픽 금메달 : 2004